# 五蕊石薯
（學名：Gonostegia pentandra）又名异叶糯米团、狭叶糯米团，为荨麻科石薯屬下的一个种。